# Partido Rojo (República Dominicana)
(El Partido Rojo, también conocido como Los Coludos), fue un histórico partido político dominicano desde fines del siglo XIX hasta mediados del siglo XX. Buenaventura Báez,  Horacio Vásquez y Ramón Cáceres fueron los principales líderes de este partido, y se opusieron al Partido Azul. Los seguidores de este partido también fueron conocidos como Horacistas.
El símbolo de este partido, y de dónde proviene su nombre, era un gallo con su cola, donde el símbolo de sus rivales, Los Bolos no tenía cola. El Partido Rojo fue disuelto en 1930 después del golpe de Estado de Rafael Leónidas Trujillo. Su heredero ideológico es el Partido Reformista Social Cristiano.